# Reino de Italia (1805-1814)
El Reino de Italia (en italiano: Regno d'Italia; en francés: Royaume d'Italie), también llamado Reino napoleónico de Italia, fue un Estado cliente en el norte de Italia (antes República Italiana) del Primer Imperio francés de Napoleón Bonaparte. Estuvo totalmente influenciado por la Francia revolucionaria y terminó con la derrota y caída de Napoleón. Su gobierno fue asumido por Napoleón como rey de Italia y el virreinato lo delegó en su hijastro Eugène de Beauharnais. Cubría parte del Piamonte y las regiones modernas de Lombardía, Véneto, Emilia-Romaña, Friul-Venecia Julia, Trentino, Tirol del Sur y Marcas. Napoleón I también gobernó el resto del norte y centro de Italia en Niza, Aosta, Piamonte, Liguria, Toscana, Umbría y Lacio, pero directamente como parte del Imperio francés (en los departamentos), en lugar de como parte de un Estado vasallo.

## Nacimiento

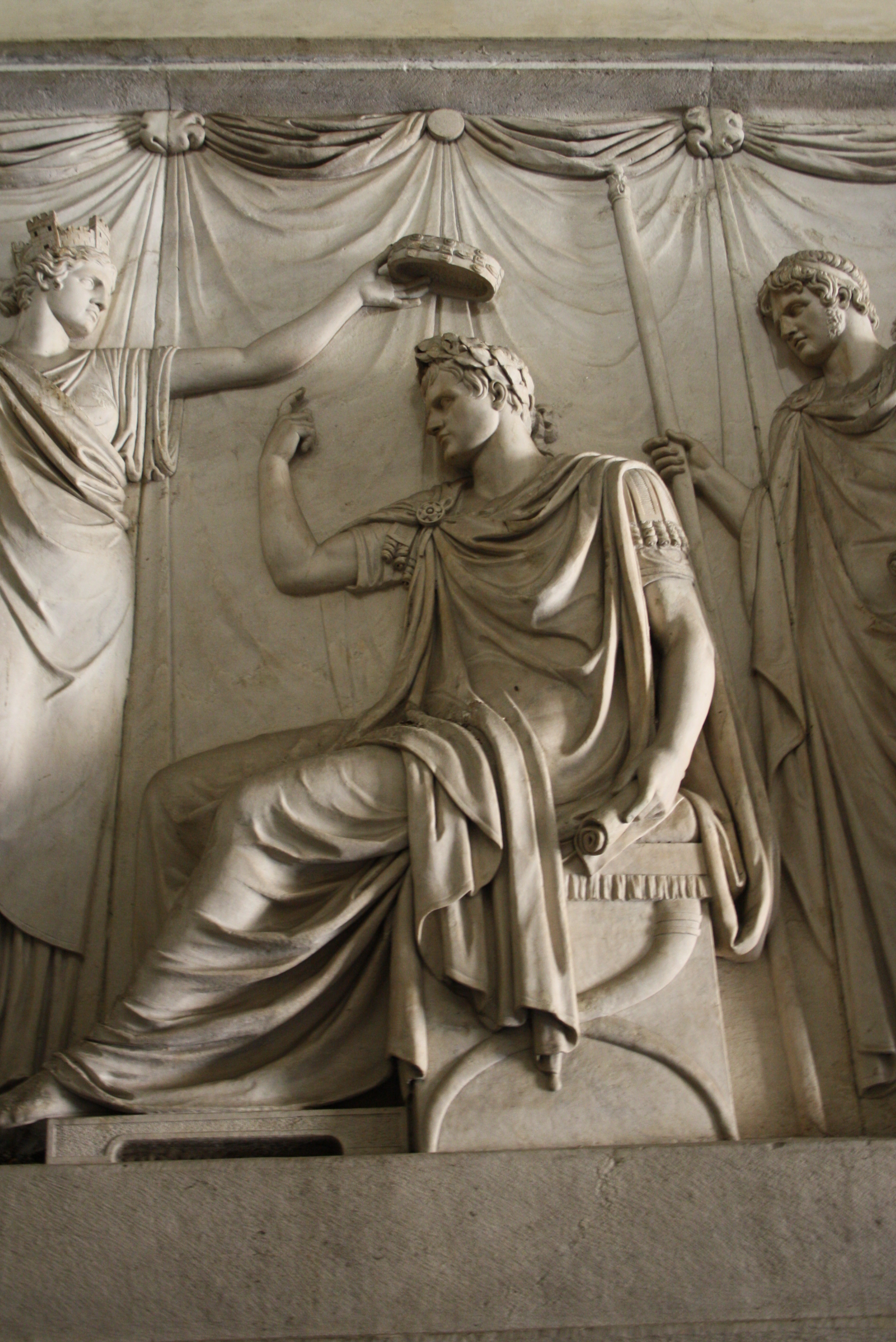
Gaetano Monti, Napoleón coronado rey de Italia (1807).

En 18 de marzo de 1805 se creó el Reino de Italia, con capital en Milán. Incluía territorios en la península italiana junto con Istria, la Dalmacia veneciana y Ragusa.
Napoleón Bonaparte, quien se había convertido en emperador del Senado francés, proclamado por la toma a sí mismo coronado por el Papa Pio VII, se convirtió en la República Italiana en el antiguo Reino de Italia designar a sí mismos el Rey de Italia: la coronación tuvo lugar en 26 de mayo de 1805 en la catedral de Milán mediante la colocación curso general sobre la cabeza de la antigua corona de hierro de los reyes de los lombardos.
Eugène de Beauharnais, hijo del primer matrimonio de la esposa de Napoleón, Josefina, de que Bonaparte a ciegas de confianza y de quien estaba seguro de no tener miedo a los objetivos políticos propios de la fiscalía, fue nombrado virrey de Italia, que estableció su residencia en Monza. Por la Paz de Presburgo del 26 de diciembre de 1805, Austria renunció a la Provincia de Gorizia y Venecia.

Napoleone, imperatore dei francesi e re d'Italia, decreta che gli Stati veneti, ceduti dall'imperatore di Germania in forza del trattato di Presburgo, sono riuniti al regno d'Italia dal 1 maggio; il Codice napoleone, il sistema monetario e il concordato sono leggi fondamentali dello Stato; l'erezione di ducati grandi feudi (Dalmazia, Istria, Friuli, Cadore, Belluno, Conegliano, Treviso, Feltre, Bassano, Vicenza, Padova, Rovigo); l'investitura dei feudi è trasmessa in via ereditaria per primogenitura; stabilisce le rendite a favore di chi è investito dei feudi e il pagamento dell'armata francese che soggiorna nel regno da parte del tesoro italiano; la cessione di Massa e Carrara e della Garfagnana; accorda il titolo di principe di Venezia all'erede del regno d'Italia. (Decreto original en Italiano de la unión al Reino de Italia de los territorios de la República de Venecia en Istria y Dalmacia)

Con la Convención de Fontainebleau el 10 de octubre de 1807, Austria, ganó la ciudad de Monfalcone, lo que desplaza la nueva frontera a lo largo del río Isonzo. Aunque la pierde en 1809 por el Tratado de Schönbrunn.
Un contingente de tropas italianas de la Guardia Real de Italia participó en las guerras napoleónicas, en particular, en 1808 la Guerra de la Independencia, en 1809, en la campaña contra Austria sumada a la Quinta coalición, y en 1812 en la campaña de Rusia.
En 1809 se separaron del Reino de Italia las ciudades de Gorizia y Trieste, y los territorios de Istria, Dalmacia y la bahía de Cattaro para formar también bajo control francés, las "Provincias de Iliria" con la capital en Liubliana.

## Departamentos en 1812

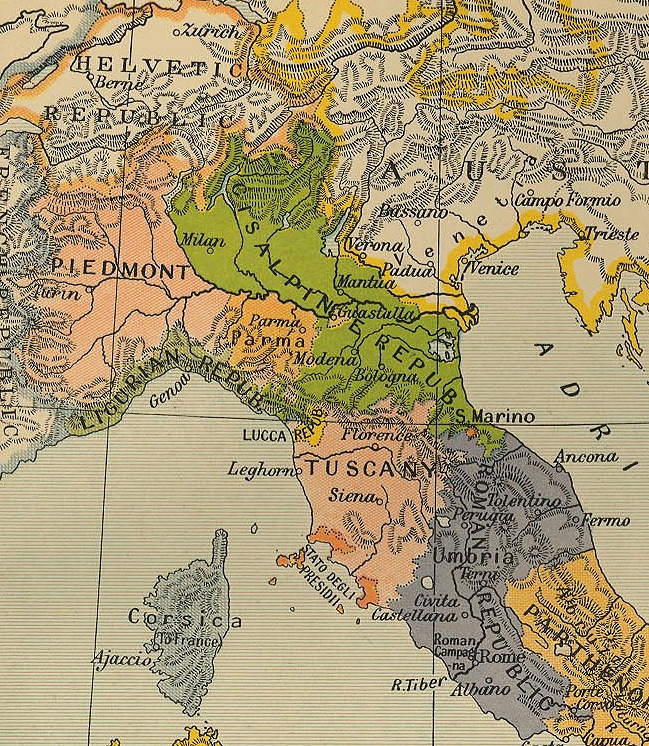
República Cisalpina en 1799.

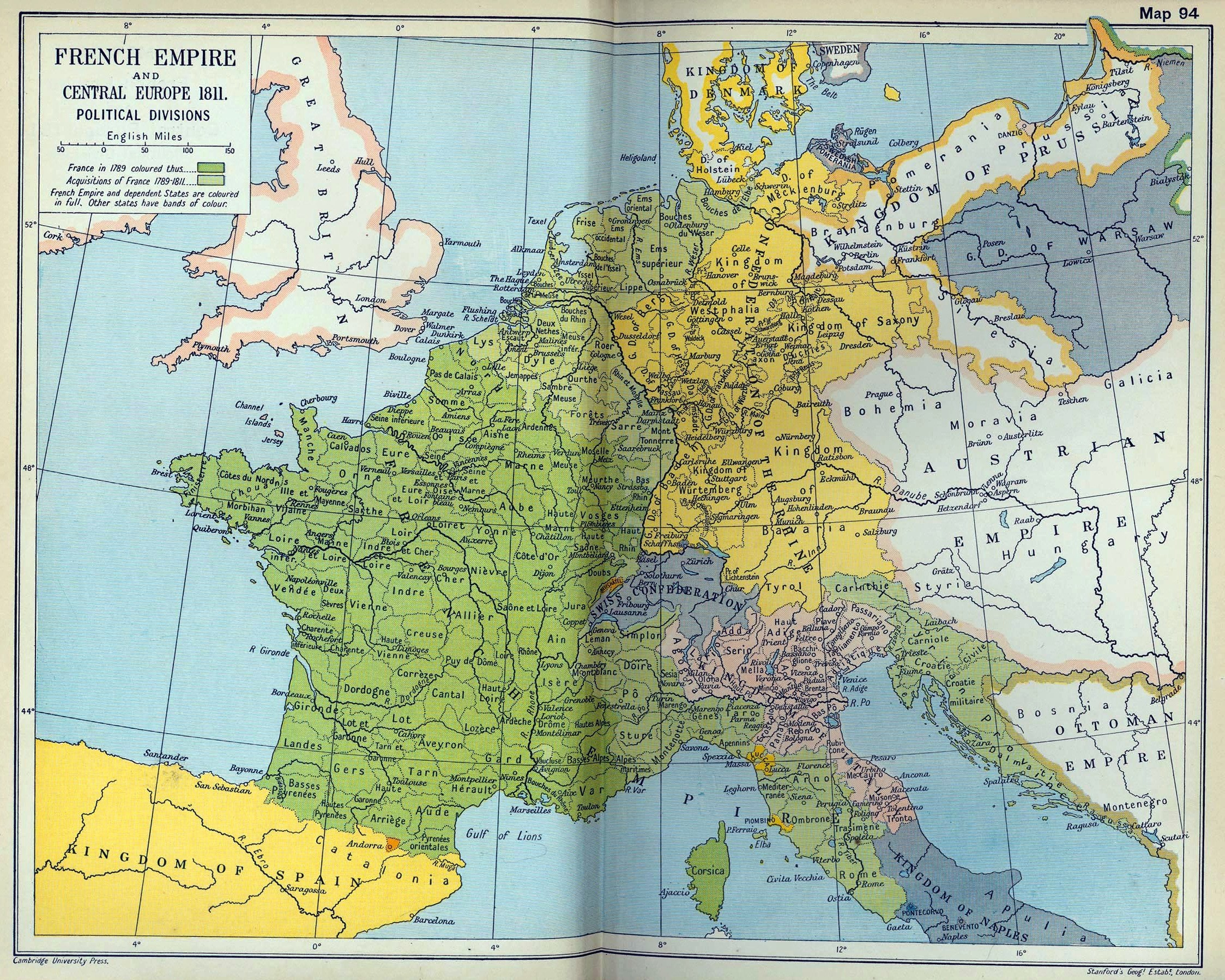
Departamentos del Reino de Italia en 1811 en violeta.

En sus últimos años el Reino napoleónico de Italia estaba compuesto por 24 "Departamentos", todos en la península italiana:
- Departamento de Adda, capital: Sondrio
- Departamento de Adige, capital:  Verona (ocupada por Austria el 5 de febrero de 1814)
- Departamento de Adriático, capital: Venecia
- Departamento de Agogna, capital: Novara
- Departamento de Alto Adige, capital: Trento (ocupada por Austria en noviembre de 1813)
- Departamento de Alto Po, capital: Cremona
- Departamento de Bacchiglione, capital: Vicenza (ocupada por Austria el 12 de noviembre de 1813)
- Departamento de Basso Po, capital: Ferrara (ocupada por tropas napolitanas el 20 de enero de 1814)
- Departamento de Brenta, capital: Padua
- Departamento de Crostolo, capital: Reggio nell'Emilia
- Departamento de Lario, capital: Como
- Departamento de Mella, capital: Brescia
- Departamento de Metauro, capital: Ancona
- Departamento de Mincio, capital: Mantua
- Departamento de Musone, capital: Macerata
- Departamento de Olona, capital: Milano
- Departamento de Panaro, capital: Módena (ocupada por Austria el 8 de febrero de 1814)
- Departamento de Passariano, capital: Údine
- Departamento de Piave, capital: Belluno
- Departamento de Reno, capital: Bolonia (ocupada por tropas napolitanas el 18 de enero de 1814)
- Departamento de Rubicone, capital: Forlì (ocupada por tropas napolitanas en enero de 1814)
- Departamento de Serio, capital: Bérgamo
- Departamento de Tagliamento, capital: Treviso
- Departamento de Tronto, capital: Fermo